# Universidade de San Pedro Sula
A Universidade de San Pedro Sula (USAP), primeira universidade privada de Honduras, é uma instituição de ensino superior privada localizada em San Pedro Sula, Honduras. Fundada em 15 de novembro de 1977 como resultado de uma iniciativa proposta em dezembro de 1975 por um grupo de destacados empresários, profissionais e líderes culturais, liderados por Jorge Emilio Jaar, que, em uma mesa de discussão empresarial, visualizaram a criação da primeira universidade privada do país. Iniciou suas operações em 1º de dezembro de 1977. Foi a primeira universidade privada de Honduras e, desde sua criação, a USAP desenvolveu uma ampla oferta acadêmica com ênfase especial em engenharia, ciências empresariais e tecnologias da informação, consolidando-se como uma das universidades mais reconhecidas do país.

## Programas acadêmicos

### Graduação
- Arquitetura – STEM
- Engenharia Agronômica Administrativa – STEM
- Bacharelado em Administração de Empresas
- Bacharelado em Administração Financeira e Bancária
- Bacharelado em Gestão Estratégica de Talentos Humanos
- Bacharelado em Gestão de Negócios e Empreendedorismo
- Bacharelado em Engenharia Comercial – STEM
- Bacharelado em Ciências da Comunicação e Publicidade
- Engenharia Industrial – STEM
- Engenharia em Operações e Logística – STEM
- Engenharia em Gestão Industrial e de Processos – STEM
- Engenharia Industrial e de Sistemas – STEM
- Engenharia em Tecnologia Eletrônica – STEM
- Bacharelado em Direito
- Bacharelado em Design Gráfico
- Engenharia em Animação e Design Digital
- Bacharelado em Marketing
- Marketing e Design Digital
- Bacharelado em Marketing e Mídias Digitais
- Bacharelado em Gestão do Turismo
- Engenharia em Análise de Dados e Inteligência de Negócios – STEM
- Engenharia em Tecnologias Computacionais – STEM
- Engenharia em Tecnologias da Informação e Comunicação – STEM
- Engenharia em Desenvolvimento de Aplicativos – STEM
- Bacharelado em Informática Administrativa – STEM
- Bacharelado em Administração de Tecnologias da Informação – STEM
- Bacharelado em Negócios Eletrônicos – STEM

### Programas Técnicos
- Técnico Universitário em Gestão da Produção
- Técnico Universitário em Design Gráfico
- Técnico Universitário em Gestão de Vendas
- Técnico Universitário em Turismo
- Técnico Universitário em Big Data – STEM

### Mestrados e Especializações
- Mestrado em Administração Industrial – STEM
- Mestrado em Direito Processual Civil
- Mestrado em Gestão e Direção de Empresas
- Especialização Profissional em Data Science and Business Analytics – STEM

## Projetos e iniciativas

### Energia solar
A USAP implementou um sistema de geração solar que cobre aproximadamente 50% de seu consumo elétrico, contribuindo para a redução das emissões de dióxido de carbono.

### Educação em mobilidade elétrica
Em 2024, a universidade iniciou um programa de formação em eletromobilidade com o apoio de empresas do setor automotivo, com o objetivo de abordar temas relacionados à sustentabilidade e inovação tecnológica.

### Vinculação Externa
Desde 2024, a USAP juntou-se à Arizona State University e à Cintana Education, com foco na internacionalização e no acesso a recursos acadêmicos globais. *Powered by ASU* significa que a USAP é potencializada pela Arizona State University para enriquecer a experiência acadêmica de seus estudantes. Isso inclui acesso a programas e conteúdos inovadores que aprimoram o currículo, opções de dupla titulação, e a possibilidade de fazer parte de uma rede global de universidades conectadas com a ASU, proporcionando à sua comunidade acadêmica oportunidades internacionais únicas para o crescimento profissional e acadêmico.